# فيرجن غالاكتيك

سبيس شيب وان مصممة لارتفاع 110 كيلومتر.

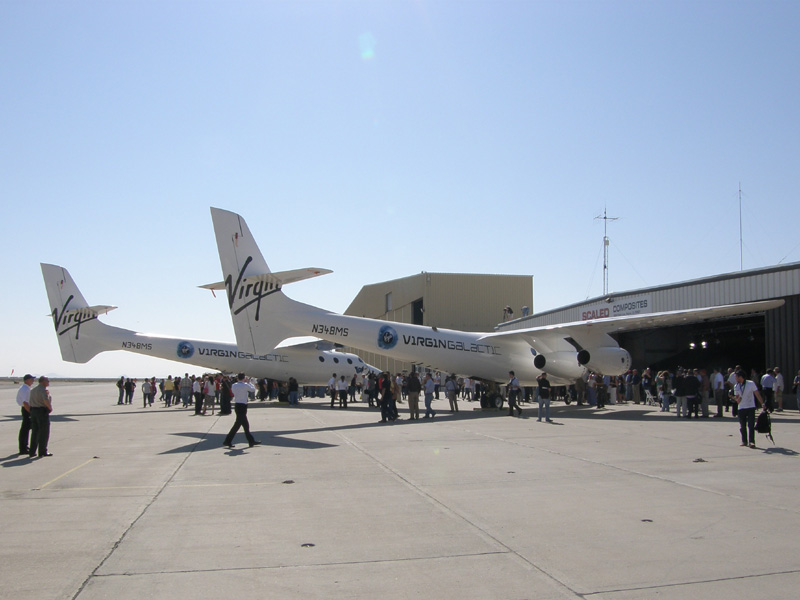
الطائرة الحاملة White Knight 2 ، سوف ترفع سبيس شيب 2 حتى ارتفاع 15 كيلومتر.

فيرجين غالاكتيك هي شركة من تأسيس السير ريتشارد برانسون صاحب مجموعة فيرجن، التي تعتزم تقديم رحلات تجارية فضائية ومدارية خاصة.

## التطوير
خصصت «فيرجين اتلانتيك» 25 مليون دولارا لهذا المشروع حتى الآن، فيما تعهدت ولاية نيومكسيكو بدفع 225 مليون دولار، وتلقت الشركة أيضاً تمويلات من الحكومة الاتحادية الاميركية، ومن مصلحة ولاية نيومكسيكو على المدى الطويل ان يكون لديها مطار فضائي، والصحراء هي المكان المثالي لهذا المطار، كما ان اجواء نيومكسيكو يمكن ان تغلق امام شركة طيران مماثلة.
تخطط شركة آبار للاستثمارات الإماراتية لبناء ميناء فضائي في أبوظبي عاصمة الإمارات العربية المتحدة وذلك بعد أن وافقت على شراء حصة 32 % من فيرجين غالاكتيك بقيمة 280 مليون دولار في حين قدرت قيمة المجموعة ب900 مليون دولار متوقعة أن تصرف مئة مليون إضافية من أجل استحداث مركز صغير لإطلاق الأقمار الصناعية.

## السلامة
يقول السير ريتشارد برانسون ان المركبة الفضائية ستكون بدرجة السلامة نفسها التي تتمتع بها الطائرات المدنية اليوم، وان 80% من الناس سيكونون مؤهلين للطيران عبرها. تعتبر الشركة ان السلامة اولاً هي واحدة من اسس هذه التكنولوجيا، وبأنه تصميم بسيط، فان عودة السفينة إلى الغلاف الجوي المحيط بالأرض تتم عبر السباحة في الفضاء وليس باليستياً مثل المكوك الفضائي الذي يولد حرارة كبيرة جراء الاحتكاك بالغلاف الجوي، ويستخدم المحرك الهجين للصاروخ اوكسيد النيترويس وهو شبيه بالغاز المضحك إضافة إلى المطاط، ولذلك فانه يتمتع بدرجة أمان أكبر من المحركات التي تستخدم الوقود القابل للاحتراق.
وفي حين أن مكوك الفضاء كان يهبط إلى الإرض من أرتفاع 380 كيلومتر مما يتسبب في تولد حرارة شديدة أثناء العودة بالاحتكاك بالهواء، فإن السفينة الفضائية التي تشبه الطائرة ستعلو إلى ارتفاع 110 كيلومتر فقط مما يسهل عملية الهبوط كثيرا.

## الحجز
تخول التذكرة حاملها مهما كان عمره الانطلاق في دورة حول الأرض على متن مركبة الفضاء سبيس شيب تو، الجيل الجديد من مركبات الفضاء المأهولة التي تتسع لستة أشخاص، إضافة إلى رباني السفينة، التذاكر يصل سعر الواحدة منها إلى 200 ألف دولار مع تدريب على الطيران يستمر ثلاثة أيام. علاوة على ذلك سيقوم أطباء مختصون بفحص الأشخاص الذين يريدون الطيران على سبيس شيب 2 للتأكد للياقتهم البدنية والصحية، حيث يتعرضون أثناء الرحلة إلى تسارع حتى«6 جي». وتقول فيرجين إن قرابة ثلاثة آلاف رائد قد يعودون إلى الفضاء على متن هذا النوع من الرحلات في غضون خمس سنوات. تسعى فيرجين أن تكتسب آلافا من المسافرين إلى الفضاء في غضون السنوات القليلة المقبلة، فهذا هو مسعاها لأنها تقوم بعمل تجاري.

## المركبات
- سبيس شيب وان
- سبيس شيب تو

## اقرأ أيضا
- سبيس إكس
- أوربيتال ساينسيز
- سييرا نيفادا كوربوريشن
- في إس إس إنتربرايز